# Brancaleone degli Andalò
Brancaleone degli Andalò († 1258 in Rom) war ein stadtrömischer Volkstribun (Capitano del Popolo) im 13. Jahrhundert. Er entstammte einem Rittergeschlecht aus Bologna.

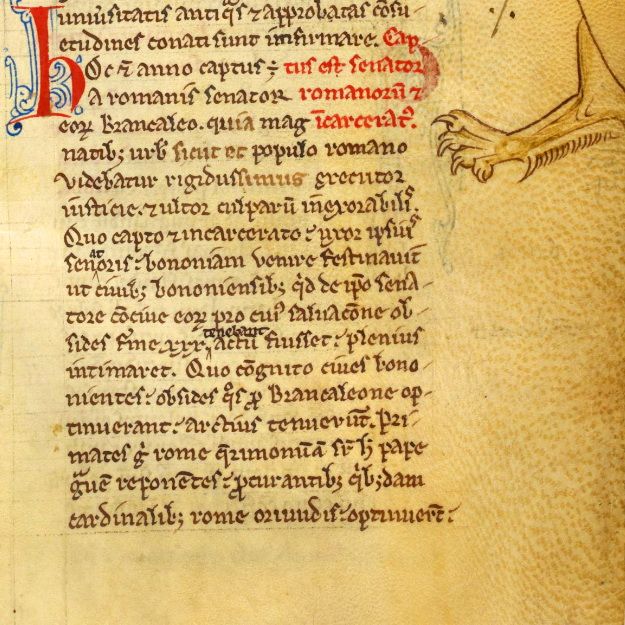
„In jenem Jahr wurde der Senator der Römer, Brancaleone, gefangen genommen…“. (Hoc etiam anno [MCCLVI] captus est a Romanis senator eorum Brancaleo,…). Seine Beschreibung der Gefangennahme des Senators illustrierte Matthäus Paris mit einer Löwenpranke.

Im August 1252 wurde nach einem Aufruhr in Rom die päpstlich gesinnte Adelspartei von der kaiserlich-staufischen Volkspartei (Ghibellinen und Guelfen) gestürzt. Die Volksversammlung bestimmte eine republikanische Ordnung und wählte dazu den aus Bologna stammenden Brancaleone zum Senator, dem bereits ein Ruf als kaisertreuer Papstfeind vorausgeeilt war. Erstmals in ihrer mittelalterlichen Geschichte ist damit einem Auswärtigen die Herrschaft über Rom anvertraut wurden. Gestützt auf ihm getreue Verwaltungsbeamte und Notare konnte er ein stabiles Regime führen, in dem er die Macht des Adels und des Papstes zugunsten der bürgerlichen Zünfte beschnitt, was ihm die Anerkennung des Volks einbrachte. 
Im Frühjahr 1256 fiel er in die Gefangenschaft der Adelspartei, worauf bürgerkriegsähnliche Unruhen in Rom ausbrachen. Die Volkspartei, angeführt von einem aus England stammenden Bäckermeister, befreite Brancaleone im Frühjahr 1257 aus seinem Kerker und erhob ihn erneut zum Senator. Sein Vorgehen gegen den Adel wurde von nun an radikaler. Der zuvor eingesetzte Senator der Gegenpartei wurde im Kampf erschlagen, zwei Söhne des Hauses Annibaldi wurden öffentlich gehängt und die Türme des Adels, angeblich einhundertvierzig an der Zahl, wurden niedergerissen. Papst Alexander IV. hat sich unter diesen Umständen im Frühjahr 1258 zur Flucht nach Viterbo genötigt gefühlt, worauf Brancaleone das Bündnis mit König Manfred von Sizilien suchte. Bei der Belagerung von Corneto (heute Tarquinia) im Sommer 1258 wurde Brancaleone von einem Fieber befallen. Zurück in Rom designierte er noch seinen Onkel Castellano degli Andalò zum neuen Volkskapitän und starb kurz darauf. Sein in einer gläsernen Vase aufbewahrter Kopf soll noch lange Zeit vom römischen Volk wie eine Heiligenreliquie verehrt worden sein.

## Quelle
- Matthäus Paris: Chronica majora, hrsg. von Henry Richards Luard, Matthaei Parisiensis, monachi Sancti Albani, chronica majora, Bd. 5 (1880), S. 358, 373, 417f, 547, 563f, 573, 612, 662–665, 699, 709, 723f.

| Personendaten    | Personendaten                           |
| ---------------- | --------------------------------------- |
| NAME             | Andalò, Brancaleone degli               |
| KURZBESCHREIBUNG | italienischer Politiker und Volkstribun |
| GEBURTSDATUM     | 13. Jahrhundert                         |
| GEBURTSORT       | Bologna                                 |
| STERBEDATUM      | 1258                                    |
| STERBEORT        | Rom                                     |